# Anthorrhiza
Anthorrhiza é um género botânico pertencente à família Rubiaceae.